# Yuksom
Yuksom Szikkim (szövetségi) állam első fővárosa 1642-től, miután a három láma (Lutsum, Rinzing, Sempa) megkoronázta egy kőtrónuson Phuntsog Namgyal-t, Szikkim első királyát (csogyal). 1670-ben fia, Tensung Namgyal a fővárost áthelyezte Rabdentse-be. Yuksom kiindulópontja a tshoka-Dzongri-Goecha la Trek turista útvonalnak. Ez az utolsó országúton is elérhető település, ami kedvelt a turisták/hegymászók által a Kancsendzönga hegycsúcs irányába.

## Történelem
Az egykori himalájai királyság kultúráját és gyökereit tekintve Tibet része, s a mai napig külön engedély kell az ide látogatáshoz.

## Földrajz
A tszf. 1760 m.

## Külső hivatkozások
- Rövid történet
- Rangan Datta: Yuksom (angol nyelven). [2008. november 30-i dátummal az [ eredetiből] archiválva]. (Hozzáférés: 2009. augusztus 26.)